# Convento del Carmine (Fivizzano)

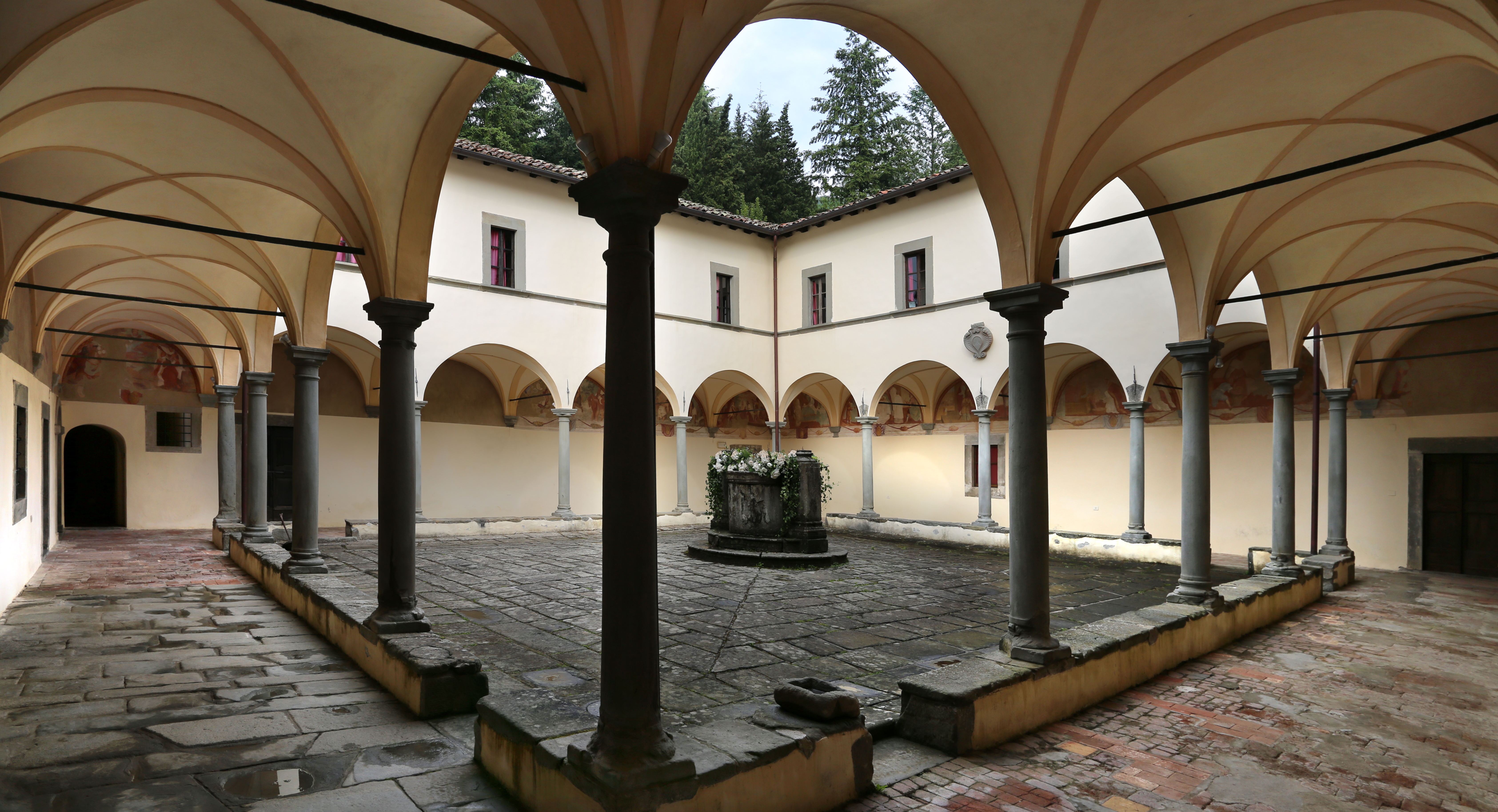
Il chiostro

L'ex-convento del Carmine è un edificio risalente al XVI secolo nel comune di Fivizzano che fu sede di un convento fino al 1782.

## Storia e descrizione
Il convento fu edificato nel 1568 in località frazione Colle di Cerignano, sulla direttrice che unisce il territorio lunigianese alla Garfagnana, su un lascito di Elisabetta di Cerignano il cui figlio Raffaele, entrato religioso carmelitano a Pisa, ne fu il fondatore e il primo priore. Dopo nemmeno vent'anni dalla fondazione i monaci potevano disporre di una chiesa e di un vero e proprio monastero con chiostro quadrangolare. Presso il Carmine di Cerignano visse per qualche anno tra il 1660 e il 1687 il beato Angelo Paoli di Argigliano, che morì in odore di santità nel 1720 in San Martino de' Monti a Roma, dove ricopriva la carica di maestro dei novizi. 
Dopo circa due secoli di vita, il convento fu soppresso per ordine del granduca di Toscana Pietro Leopoldo emesso il 4 ottobre 1782. Da allora ha avuto inizio un lungo processo di decadenza, dovuto soprattutto al riuso degli immobili come fattoria. 
Della chiesa, che nel 1675 aveva sei altari, non restano che alcune basi di colonne, in seguito a un possibile crollo durante un terremoto e successiva demolizione per il reimpiego dei materiali. Si sono invece conservati bene il chiostro e i vani adiacenti, resi leggibili dai lavori di restauro intrapresi dal proprietario Ennio Adreani. 
Le lunette del chiostro sono state recentemente restaurate sempre dagli eredi della famiglia Adreani e si possono così ammirare gli affreschi del pittore fivizzanese Stefano Lemmi, seguace della scuola bolognese di Guido Reni, che era operante nei primi decenni del Settecento.